# Diego Alba
Diego Alba (Almafuerte, Córdoba, 6 de febrero de 1981) es un ex-baloncestista argentino que se desempeñaba como base. Desde su debut en 1997 hasta fines de 2010 actuó en la Liga Nacional de Básquet -la máxima categoría del baloncesto argentino-, desarrollando luego el resto de su carrera en categorías menores. También fue jugador de la selección de básquet de Argentina, tanto de su versión juvenil como de su versión superior. 

## Trayectoria

### Clubes
| Club                                     | País      | Año         |
| ---------------------------------------- | --------- | ----------- |
| Independiente de General Pico            | Argentina | 1997 - 2001 |
| Regatas de San Nicolás                   | Argentina | 2001 - 2002 |
| Estudiantes de Olavarría                 | Argentina | 2002 - 2004 |
| Deportivo Madryn                         | Argentina | 2004 - 2005 |
| Boca Juniors                             | Argentina | 2005 - 2006 |
| Libertad de Sunchales                    | Argentina | 2006 - 2007 |
| Gimnasia y Esgrima de Comodoro Rivadavia | Argentina | 2007 - 2009 |
| Libertad de Sunchales                    | Argentina | 2009 - 2010 |
| 9 de Julio                               | Argentina | 2010        |
| Estudiantes de Olavarría                 | Argentina | 2011        |
| Alvear de Villa Ángela                   | Argentina | 2012        |
| Sarmiento de Resistencia                 | Argentina | 2012 - 2013 |
| Del Acuerdo                              | Argentina | 2013 - 2014 |
| Tiro Federal de Morteros                 | Argentina | 2014        |
| Del Acuerdo                              | Argentina | 2014 - 2015 |
| Somisa                                   | Argentina | 2015 - 2017 |
| Ferro de General Pico                    | Argentina | 2018 - 2021 |

## Selección nacional
Alba fue miembro de los seleccionados juveniles de baloncesto de Argentina. Jugó, entre otros torneos, en el Campeonato Mundial de Baloncesto Sub-19 de 1999. Posteriormente integró también el plantel del representativo argentino que conquistó el Campeonato Sudamericano de Baloncesto Sub-21 de 2000. 
Fue convocado a la selección mayor en el año 2003, siendo parte del equipo que disputó el torneo de baloncesto masculino de los Juegos Panamericanos de 2003.